# دی‌اف‌اس فرنیچر
دی‌اف‌اس فرنیچر (انگلیسی: DFS Furniture) شرکت لوازم خانگی بریتانیایی است، که در سال ۱۹۶۹ تأسیس شد.